# Viola luciae
Viola luciae är en violväxtart som beskrevs av Carl Skottsberg. Viola luciae ingår i släktet violer, och familjen violväxter. Inga underarter finns listade i Catalogue of Life.